# Rennfähnlein
Das Rennfähnlein ist in der Heraldik eine gemeine Figur und kommt vorwiegend in Wappen im Einzugsbereich des Hochstifts Würzburg vor. Die Figur ist wie auch der Fränkische Rechen eng mit Franken und mit den Würzburger Fürstbischöfen verbunden. Verschiedene Bezeichnungen für diese Fahne sind bekannt. So wird die Wappenfigur auch als Rennfahne oder Sturmfahne bezeichnet. Bei der Figur handelt es sich womöglich um eine Lehnsfahne, wie sie typischerweise der Kaiser anlässlich der Belehnung mit einem Reichsterritorium an den Belehnten übergab.
Die im Wappen in der Regel im blauen Feld dargestellte Figur ist eine Fahne an einem goldenen Fahnenstock mit einem quadratischen in Rot und Silber gevierten Fahnentuch (eine andere Vierung ist möglich). Dieses hat auf der Flugteil-Seite zwei (auch vier möglich) kleine rechteckige Ausschnitte. Das Rennfähnlein wird allgemein nach einer Seite schräggelegt, rechtsschräg ist die Grundstellung. Der Flaggenstock, oft in Form einer Lanze, kann in anderer Ausführung nur glatt und mit einfacher Spitze am oberen Ende sein. Eine Spitze mit einer Lilie oder einem Kreuz beispielsweise ist in der Wappenbeschreibung zu erwähnen. Diese Wappenfigur wird in umfangreicheren Wappen vom Fränkischen Rechen, einer Schildteilung durch drei rot-weiße Spitzen, begleitet. Bei der Beschreibung der Rennfahne, wie auch bei anderen Fahnen im Wappen, wird grundsätzlich immer am Fahnenstock begonnen. Es ergäbe sich sonst ein falsches Bild, wenn die Lage im Wappen schräglinks ist, und die Vierung beschrieben wird. Es bleibt bei Rot-Weiß und nicht wie vermutet, Weiß-Rot. Auch blicken Wappentiere auf der Fahne in der Regel immer zum Fahnenstock, unabhängig von der Lage im Schild.

## Galerie

Unterfranken
Markt Bibart
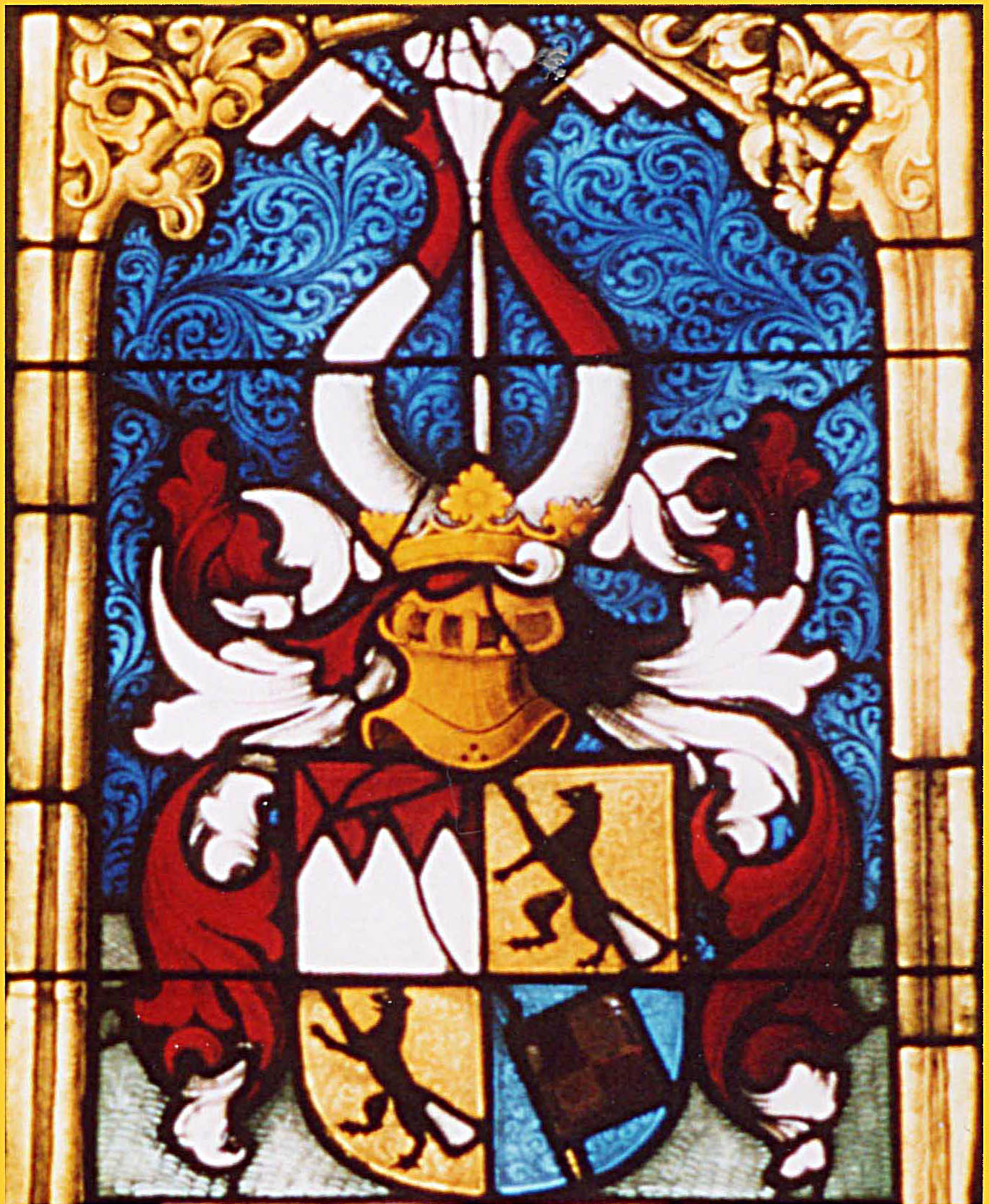
Wappen des Fürstbischofs Lorenz von Bibra (Kirchenfenster der Kirche St. Leo in Bibra)
Dettelbach
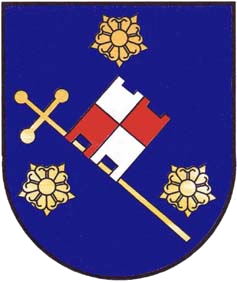
Ebenheid (mit als Kreuz gestalteter Fahnenstange)
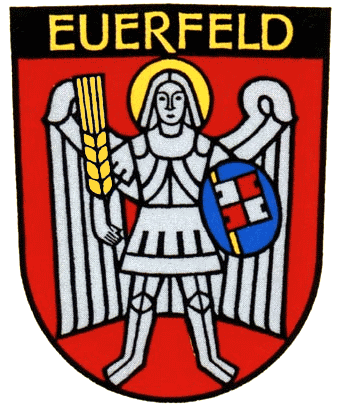
Euerfeld (mit Michael)
Hardheim
Iphofen
Bad Königshofen im Grabfeld
Lauda
Lauda-Beckstein (als Kreuz gestaltete Fahnenstange)
Lauda-Königshofen
Marbach
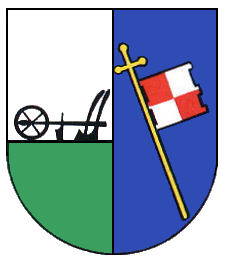
Oberwittighausen
Wittighausen (auf Mainzer Rad gesteckt)
Landkreis Schmalkalden-Meiningen
Schwarzach am Main
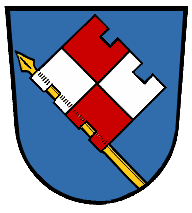
Stadtschwarzach
Wolfmannshausen
Würzburg (Ausnahme Rot-Gold)
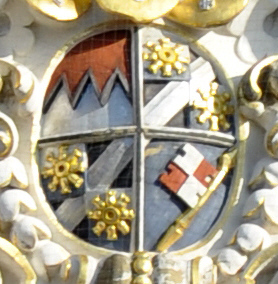
Fassadendetail des Würzburger Neumünsters
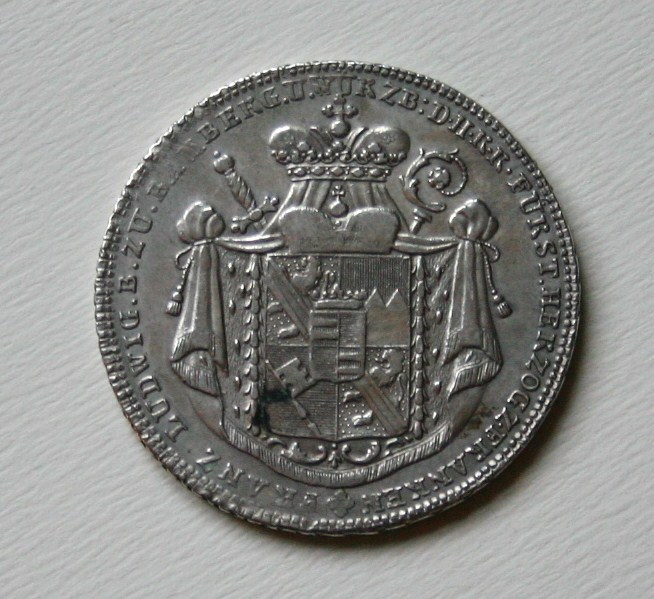
Vaterlandstaler Bamberg (Rückseite)
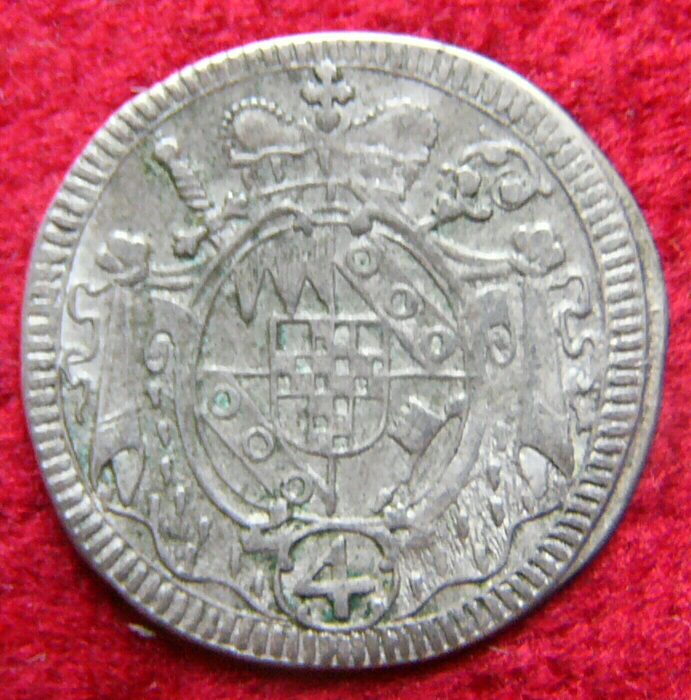
Wappen des Bischofs Anselm Franz von Ingelheim (Rückseite) auf 4 Kreuzer von 1748 aus dem Bistum Würzburg
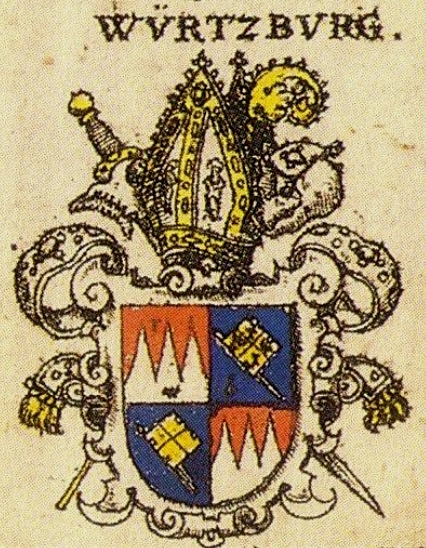
Bistum Würzburg nach Siebmacher
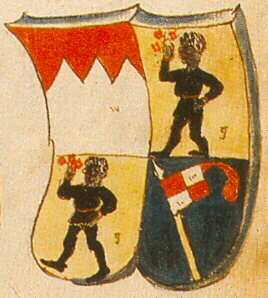
Johann III. von Grumbach
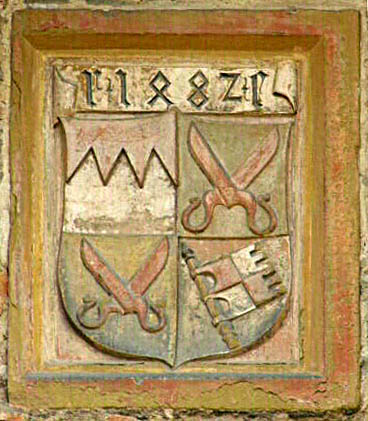
Gemehrtes fürstbischöfliches Wappen von Rudolf II. von Scherenberg (Wehrmauer der Festung Marienberg)
Wappen der Gemeinde Elfershausen vor der Gebietsreform
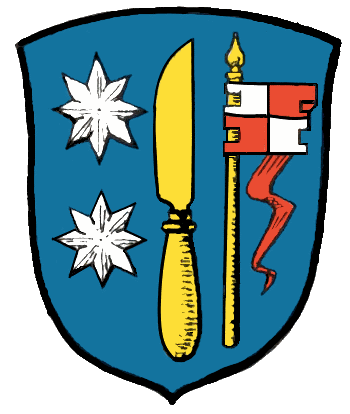
Wappen der ehemaligen Gemeinde Greßthal, heute Wasserlosen
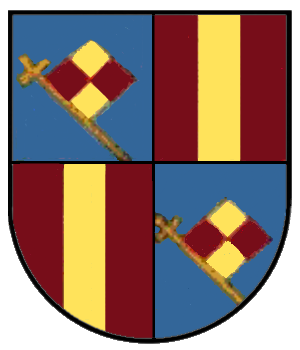
Wappen der ehemaligen Gemeinde Hohenstadt, heute Ahorn (in abweichender Tingierung)
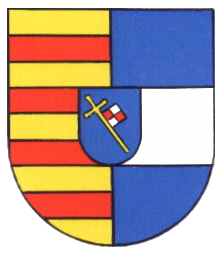
Wappen der ehemaligen Gemeinde Ilmspan, heute Großrinderfeld
Großherzogtum Würzburg
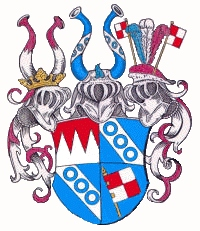
Wappen Julius Echter von Mespelbrunn
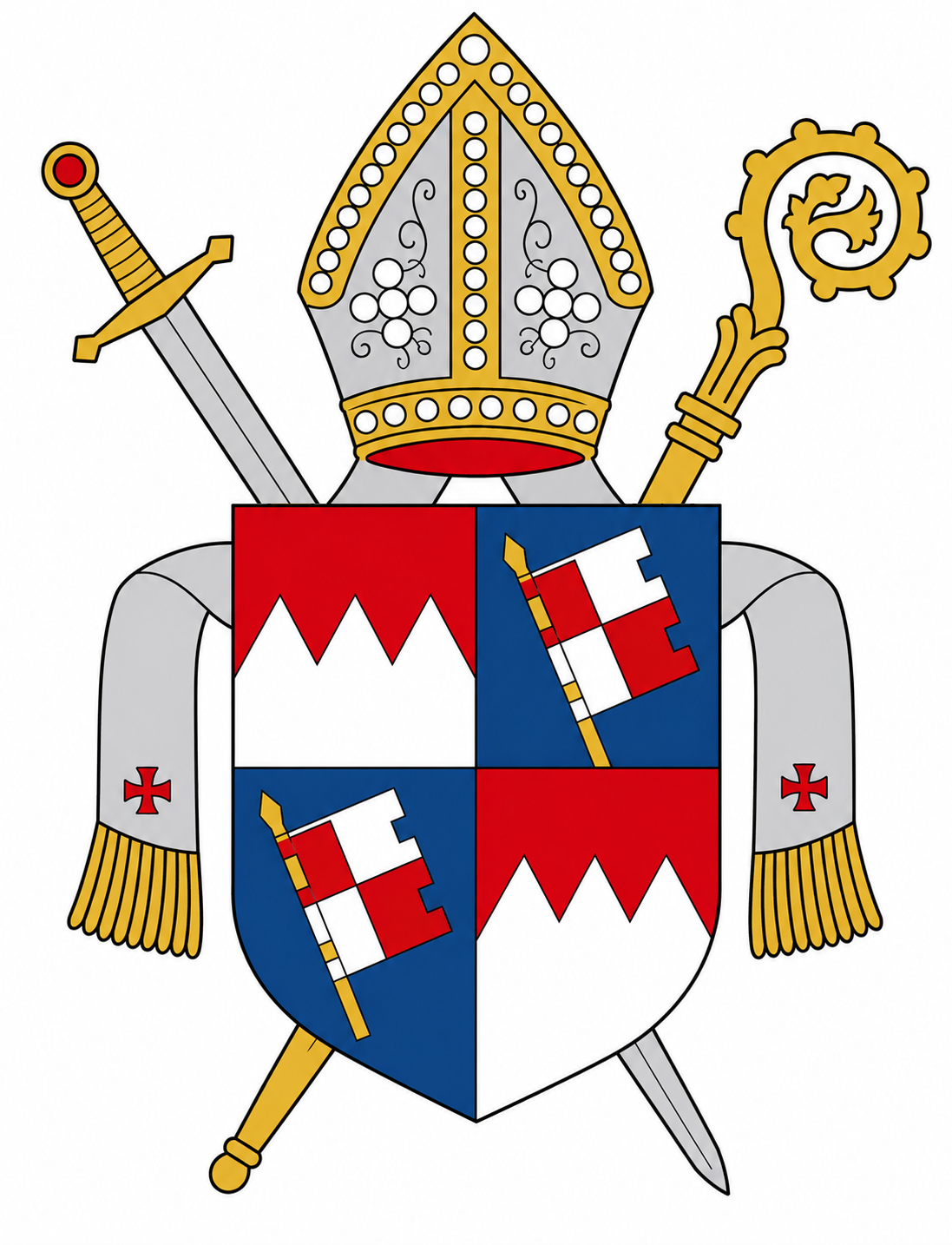
Hochstift Würzburg

Symbole
Verbandsabzeichen der ehem. 12. Panzerdivision der Bundeswehr (Stabssitz: Veitshöchheim)
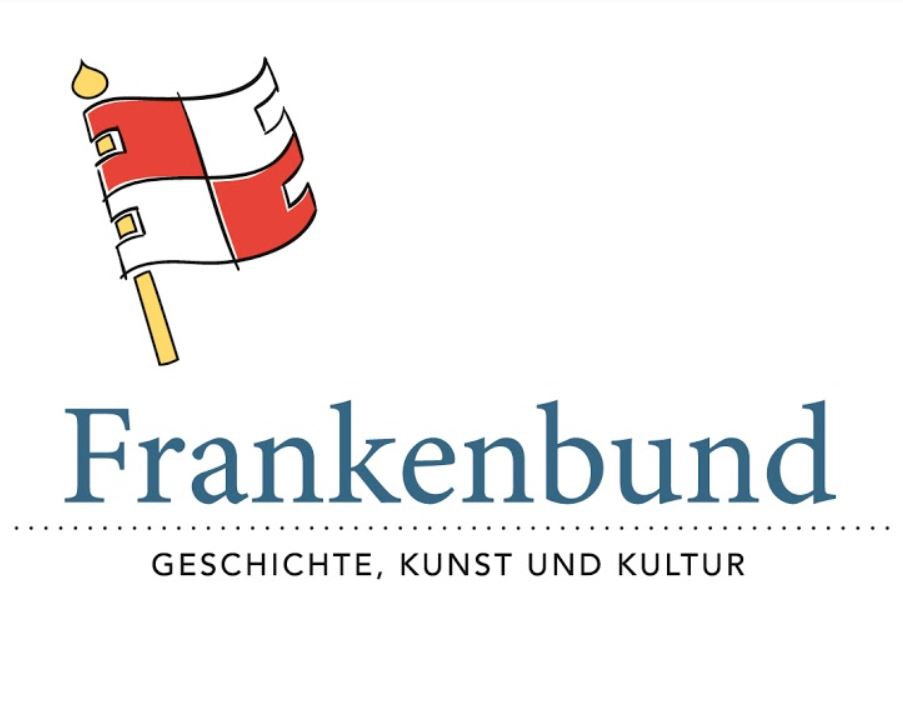
Logo Frankenbund